# Azim Fatullayev
Bản mẫu:Eastern Slavic name
Azim Ikzamudinovich Fatullayev (tiếng Nga: Азим Икзамудинович Фатуллаев; sinh ngày 7 tháng 6 năm 1986) là một cầu thủ bóng đá người Nga. Anh thi đấu cho FC Yenisey Krasnoyarsk.